# Тетющино
Тетющино (укр. Тетющине), село, 
Барановский сельский совет,
Валковский район,
Харьковская область.
Код КОАТУУ — 6321280507. Население по переписи 2001 г. составляет 141 (62/79 м/ж) человек.

## Географическое положение
Село Тетющино находится возле железнодорожной станции Роговка, примыкает к селу Роговка.

## История
- 1750 - дата основания.

## Экономика
- В селе есть молочно-товарная ферма.
- Свеклоприемный пункт.